# Liste der Herrscher von Bamburgh

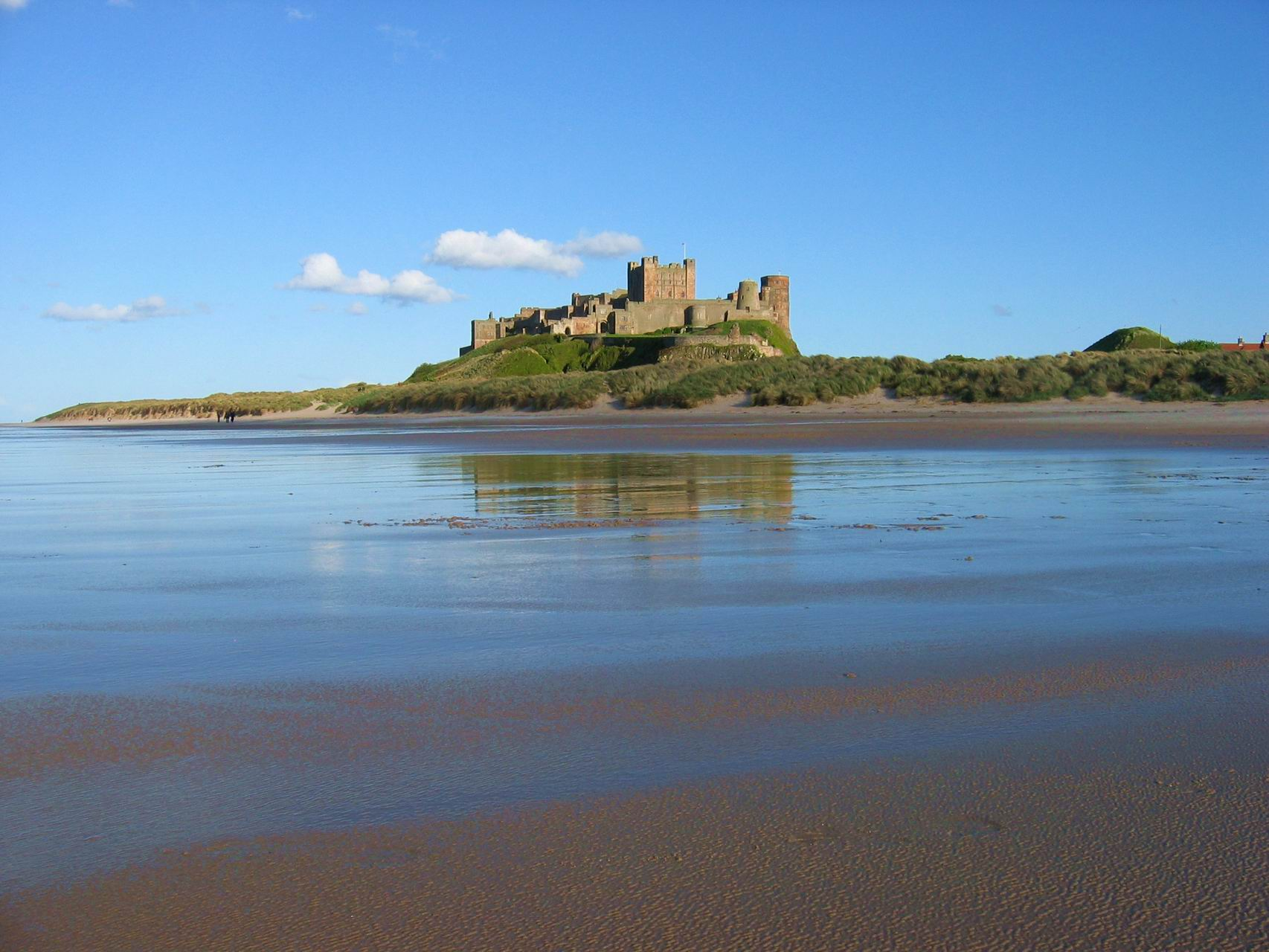
Das heutige Bamburgh Castle

Von der Zerstörung des angelsächsischen Königreichs Northumbria durch die Wikinger 867 bis zum frühen 11. Jahrhundert wurde Bamburgh und die umgebende Region (das ehemalige Bernicia), der Nordteil von Northumbria, von schattenhaften Königen, dann von einer Reihe von ealdormen (Lateinisch Duces), Altenglisch eorl, Modernes Englisch earl und high-reeves (aus dem Altenglischen heah-gerefa) regiert. Einige dieser Männer regierten als ganz Northumbria.

## Herrscher von Bamburgh
- Egbert I., 867–872, König von Northumbria[1]
- Ricsige, 872/3–876, König von Northumbria[1]
- Egbert II., 876–878 oder nach 883?, König von Northumbria[1]
- Eadwulf, fl. um 890–913, von den Annalen von Ulster „König der Nordsachsen“ genannt[2], von Æthelweard reeve of Bamburgh genannt
- Ealdred I., 913–um 933, wohl Herrscher über ganz Northumbria, vielleicht auch nur über den nördlichen Teil (das früherer Bernicia), Vater von Osulf I.[3][4]
- Æthelstan von England, um 933–939, Oberherr von ganz Northumbria
- Adulf mcEtulfe († 934), wohl Æthelwulf Sohn von Eadwulf, von den Annalen von Clonmacnoise „König der nördlichen Sachsen“ genannt[5]
- Edmund I. von England, 939, wohl Oberherr von Northumbria
- Olaf Guthfrithson, 939–941, regierte wohl ganz Northumbria
- Amlaíb Cuarán, 941–944, regierte wohl ganz Northumbria
- Edmund I. von England, 944–946, 2. Mal
- Osulf I., fl. 946–963, Sohn von Ealdred I.
- Eadwulf Evil-Child, fl. 963–973
- Waltheof, fl. 994, Sohn von Osulf I.
- Uhtred the Bold, 1006–1016, regierte ganz Northumbria, Sohn von Waltheof
- Eadwulf II. Cudel, † 1019, Sohn von Waltheof
- Ealdred II., † 1038, Sohn von Uhtred
- Eadwulf III., † 1041, Sohn von Uhtred
- 1041-1065 war Bernicia mit dem Rest Northumbrias vereinigt.
- Osulf II., 1065–67, Sohn von Eadwulf III.
- Nach 1067 wurde Bernicia mit dem Rest von Northumbria vereinigt.